# Armada de la República de Colombia

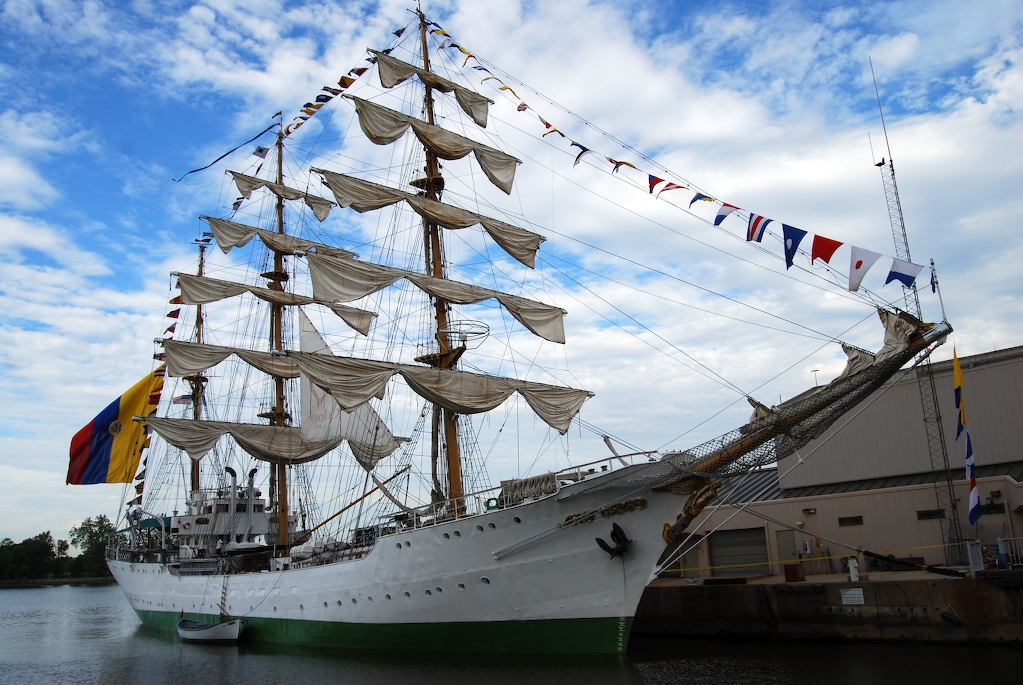
El buque-escuela ARC Gloria, insignia de Colombia.

La Armada Nacional de la República de Colombia (ARC); es la Fuerza Naval de las Fuerzas Militares de Colombia, que a través de su poder naval contribuye a garantizar la defensa del Estado y las zonas marítimas de su jurisdicción: Océano Pacífico y Mar Caribe, zonas fluviales del interior del país y algunas áreas terrestres de su responsabilidad. Es la fuerza que defiende los ríos, lagos, mares y océanos de Colombia.
La institución naval colombiana está compuesta por dos cuerpos; el Cuerpo Naval y el Cuerpo de Infantería de Marina. La Armada de Colombia está constituida por aproximadamente 56 400 efectivos.

## Historia
Independencia 

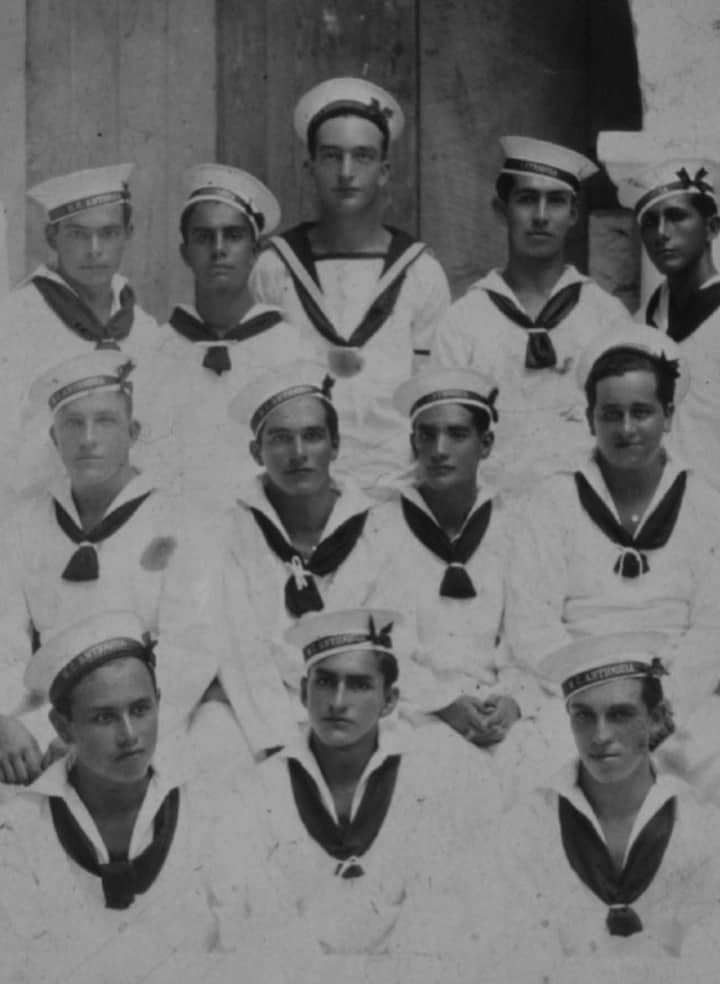
Marineros colombianos del ARC Antioquia después la Guerra colombo-peruana.

La Armada Nacional  de la República de Colombia (ARC) comienza su historia desde el siglo XIX, con la búsqueda de la Independencia de la República de Colombia. (Véase: Lista de buques históricos de la Armada de Colombia de la era de la vela)
La Armada de Colombia celebra su cumpleaños el 24 de julio, aniversario de la Batalla del Lago de Maracaibo librada el 24 de julio de 1823, que fue la última gran batalla naval de las guerras de independencia hispanoamericanas y ayudó a cimentar la independencia sudamericana. Pero las raíces de la Armada se remontan a 13 años atrás, a 1810, apenas unas semanas después de la Declaración de Independencia de Colombia del 20 de julio de 1810. El presidente de la Junta Suprema de Cartagena, José María García de Toledo, creó la Comandancia General de Marina mediante decreto de 12 de septiembre de 1810. La Armada quedó bajo el mando del Capitán de Navío Juan Nepomuceno Eslava, hijo menor del (ex) Virrey español Sebastián de Eslava. Durante este período, la joven marina operó principalmente con pequeñas goletas, ya sea adquiridas directamente o proporcionando cartas de marca a capitanes amigos que luego operaron como parte o en nombre de la marina. Algunos de estos capitanes alcanzarían renombre posteriormente durante la guerra de independencia, como Luis Brión y Renato Beluche. Esta pequeña armada fue efectiva en operaciones limitadas interceptando barcos españoles, pero no fue lo suficientemente fuerte para atacar ciudades portuarias, como lo demuestran los ataques fallidos a Santa Marta (1813) y Portobello (1814).
Durante 1815, un ejército español encabezado por Pablo Morillo sitió Cartagena, como el primer paso de su Expedición Pacificadora. El asedio de cinco meses fue tan duro que le valió a la ciudad su título de La Heróica. La pequeña armada independiente se mostró impotente ante la numerosa flota comandada por Morillo, pero sin embargo logró algunas acciones atrevidas, en particular la de Luis Brión, que intentó ejecutar el bloqueo con su corbeta Dard con una carga de cañones y pólvora a la ciudad antes de huir de nuevo a Haití. En 1816, Simón Bolívar intentó su primera campaña, la expedición de Cayos, zarpando de Haití con siete goletas y corbetas: Bolívar, Mariño, Piar, Constitución, Brión, Fénix y Conejo. Pero esta expedición fracasó debido a las luchas internas entre sus generales poco después de la liberación de la isla de Margarita.
Fue solo después de la Campaña Libertadora de 1819 que el general Francisco de Paula Santander creó la Escuela Naval el 28 de junio de 1822 y emitió decretos adicionales para la provisión de la armada. El almirante José Prudencio Padilla seguiría reorganizando y construyendo la flota, para apoyar los planes de Bolívar para la campaña del Zulia y la completa liberación del oriente. Esta flota se involucró entonces en la Batalla del Lago de Maracaibo, que aplastó las aspiraciones navales españolas en América del Sur.
Resto del Siglo XIX
En 1824, los primeros y únicos ocho oficiales cadetes se graduaron de la escuela naval. El 3 de marzo de 1826 se crea el Ministerio de Marina, con Lino de Clemente como ministro. Para 1826, tanto de barcos comprados como capturados, la Armada de Colombia se había convertido en una fuerza respetable, al mando de un número relativamente grande de barcos, incluido un navío de línea, una fragata , seis corbetas, cinco bergantines , 10 goletas, 13 cañoneras y muchos vasos menores. 
Pero el incipiente gobierno estaba atado financieramente y, en un decreto del 7 de diciembre de 1826, Bolívar desmanteló la Escuela Naval, abolió el Ministerio de Marina y recortó el presupuesto para todos los asuntos marítimos y marinos en más de la mitad.  La Marina no se recuperaría de este golpe durante casi cien años. La incipiente armada de 1825 vio cómo sus barcos se vendían, desguazaban o abandonaban lentamente y, a fines de la década de 1830, no había más que un puñado de barcos en servicio, en su mayoría asignados al Ejército.
Bajo la presidencia de Tomás Cipriano de Mosquera, se adquirió una fuerza naval considerable durante 1866, con los vapores de guerra Colombia, Cuaspud y Bolívar comprados en Inglaterra, y el Rayo adquirido de América. Rayo era el más grande, con cuatro cañones de 9 pulgadas, dos cañones más pequeños de 30 libras y seis lanzatorpedos,  y se incorporó a la flota colombiana después de las acusaciones de que debía ser entregado a Chile o Perú para la guerra contra España.  No iba a durar, el congreso decretó la venta de los barcos de la armada el 6 de junio de 1867. El Rayo posteriormente fue arrojado a un arrecife el 12 de septiembre de 1867  y el Cuaspud naufragó en su viaje de entrega solo once días después.  El Colombia fue vendido en 1868, y el Bolívar, último buque de guerra de Mosquera, vendido en 1872. 
Durante el resto del siglo XIX, no hubo una armada formal de la que hablar exceptuando la flota formada para recuperar el río Magdalena durante la Guerra de las Escuelas. Algunas embarcaciones y unidades navales fueron asignadas al Ejército y algunas embarcaciones de transporte se compraron apresuradamente y se eliminaron de manera similar, pero no apareció ninguna armada formal. 
El 11 de enero de 1895 se dio un paso importante en el restablecimiento de la Armada colombiana formal cuando las tres Cañoneras de la guardia costera y la Magdalena y un Crucero fueron transferidas del Ministerio de Hacienda al Ministerio de Guerra. 
La armada tendría una destacada participación en la Guerra de los Mil Días siendo usada para el envío de tropas a Panamá, defensa del Magdalena, operaciones militares y entre otras cosas. 
Principios del Siglo XX
Para 1907, cuando el presidente Rafael Reyes Prieto crea la Escuela Naval, mediante decreto 783 del 6 de julio de 1907, para ser clausurada nuevamente por su sucesor, Ramón González Valencia el 28 de diciembre de 1909 aun así Colombia seguiría teniendo una flota armada compuesta por varios Cruceros y Cañoneras que con el tiempo serían vendidas y dejadas fuera de servicio.
El conflicto con Perú en 1932 hizo resurgir la Armada de Colombia, esta vez para quedarse. Se adquirieron nuevas naves y en 1934 se fundó la Escuela de Grumetes y en 1935 se fundó la Escuela de Cadetes (Escuela de Oficiales de la Marina). Actualmente ambas escuelas continúan con su labor de instruir a los colombianos y colombianas. del mar.

## Organización

### Fuerzas y Comandos
La Armada Nacional  de Colombia cuenta con ocho fuerzas y comandos en el territorio nacional:
- Fuerza Naval del Caribe, que cubre el mar territorial colombiano en el Mar Caribe con flotillas conformadas por unidades de superficie y submarinas.[6]
- Fuerza Naval del Pacífico que abarca el mar territorial de Colombia en aguas del Océano Pacífico.[7]
- Fuerza Naval del Sur, hace presencia, control y vigilancia de los ríos Putumayo y Caquetá.[8]
- Fuerza Naval del Oriente,[9] la cual está presente en los 5.032 kilómetros de ríos navegables de los departamentos de Arauca, Casanare, Guainía, Guaviare, Meta y Vichada, de los cuales 1.320 kilómetros corresponden a ríos fronterizos que forman parte de la cuenca hidrográfica del río Orinoco.
- Comando de Infantería de Marina, que opera en la jurisdicción terrestre asignada a la Armada, en los litorales Caribe y Pacífico, en el territorio insular y en los ríos de Colombia en misiones especiales anfibias.[10]
- Comando de Guardacostas, tiene como función la seguridad marítima mediante la represión del delito en el mar, el control de la preservación del medio ambiente marino y las operaciones de búsqueda y rescate.[11]
- Comando de Aviación Naval,[12] Las Unidades de ala fija conducen operaciones de patrullaje en las áreas marítimas, transporte de personal a las diferentes guarniciones de la Armada y apoyo logístico a las Unidades en tierra.
- Comando Específico de San Andrés y Providencia.[13]

### Escuelas de Formación
En adición a las 7 fuerzas y comandos mencionados, la ARC mantiene 3 Escuelas de formación para sus elementos:
- Escuela Naval de Cadetes Almirante Padilla
- Escuela Naval de Suboficiales A.R.C. Barranquilla
- Escuela de Formación de Infantería de Marina

### Bases navales y operativas

Principales bases navales y operativas de la ARC
Zona Económica Exclusiva
Armada: bases navales y principales bases fluviales
Infantería de Marina: Base principal y Escuela de entrenamiento

La ARC mantiene un número de bases navales y fluviales en ambos litorales, así como múltiples bases fluviales a lo largo del territorio colombiano.

las Bases Navales mayores son:
- Base Naval ARC Bolívar -BN1, cerca a Cartagena,
- Base Naval ARC Bahía Málaga - BN2, cerca a Buenaventura,
- Base Naval ARC Leguízamo - BN3, cerca a Puerto Leguízamo,
- Base Naval ARC San Andrés - BN4, en San Andrés,
- Base Naval ARC Orinoquía - BN5, en Puerto Carreño,
- Base Naval ARC Bogotá - BN6, en Bogotá,

algunas de las más importantes unidades operativas fluviales son:
- Puesto Fluvial y de Guardacostas, Tumaco,
- Comando Guardacostas del Amazonas, Leticia,
- Puesto Fluvial y de Infantería de Marina, Puerto Berrío
- Puesto Fluvial y de Infantería de Marina, Puerto Carreño
- Puesto Fluvial y de Infantería de Marina, Puerto Inírida

## Personal
La Armada Colombiana está compuesta por dos cuerpos; el cuerpo Naval y el cuerpo de Infantería de Marina y cuenta con aproximadamente 35 000 miembros, incluyendo aproximadamente 22 000 Infantes de Marina, 8000 marineros y suboficiales, 2500 oficiales, 1300 cadetes y alrededor de 2000 civiles, estos últimos usualmente asignados a especialidades técnicas o profesionales. Como cualquier institución militar, tiene una estructura jerárquica organizada en 3 categorías, así: Oficiales, Suboficiales e Infantes de Marina Profesionales. Dentro de las categorías de Oficiales y Suboficiales se pueden diferenciar los grados navales de los grados de infantería de marina.

### Grados de Oficiales Navales y de Infantería de Marina
- - (ALM) Almirante = General de Infantería de Marina (GR CIM)
  - (VALM) Vicealmirante = Mayor General de Infantería de Marina (MG CIM)
  - (CALM) Contralmirante = Brigadier general de Infantería de Marina (BG CIM)
  - (CN) Capitán de Navío = Coronel de Infantería de Marina (CR CIM)
  - (CF) Capitán de Fragata = Teniente coronel de Infantería de Marina (TC CIM)
  - (CC) Capitán de Corbeta = Mayor de Infantería de Marina (MY CIM)
  - (TN) Teniente de Navío = Capitán de Infantería de Marina (CT CIM)
  - (TF) Teniente de Fragata = Teniente de Infantería de Marina (TE CIM)
  - (TK) Teniente de Corbeta = Subteniente de Infantería de Marina (ST CIM)

### Grados de Suboficiales Navales y de Infantería de Marina
- (JTCC) Suboficial Jefe Técnico de Comando Conjunto = Sargento Mayor de Comando Conjunto de Infantería de Marina (SMCC IF)
- (JTC) Suboficial Jefe Técnico de Comando = Sargento Mayor de Comando de Infantería de Marina (SM IF)
- (JT) Suboficial Jefe Técnico = Sargento Mayor de Infantería de Marina (SM IF)
- (SJ) Suboficial Jefe = Sargento Primero de Infantería de Marina (SP IF)
- (S1) Suboficial Primero = Sargento Viceprimero de Infantería de Marina (SV IF)
- (S2) Suboficial Segundo = Sargento Segundo de Infantería de Marina (SS IF)
- (S3) Suboficial Tercero = Cabo Primero de Infantería de Marina (CP IF)
- (MA1) Marinero Primero = Cabo Segundo de Infantería de Marina (CS IF)
- (MA2) Marinero Segundo = Cabo Tercero de Infantería de Marina (C3 IF)

## Equipamiento

### Buques y unidades

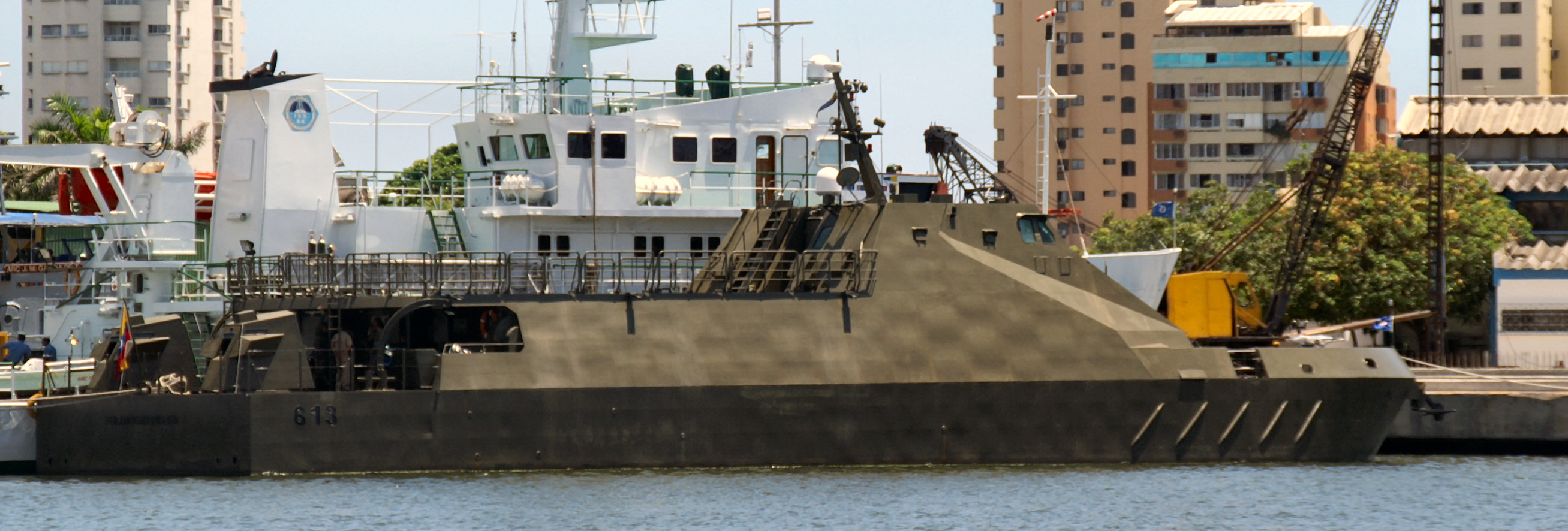
ARC Juan Ricardo Oyola Vera (NF-613) en Cartagena

Para mantener su operatividad en los 3 escenarios operacionales bajo su responsabilidad (operaciones oceánicas, patrullaje fluvial y guardacostas), la ARC mantiene una combinación de buques y unidades ajustada a estos diferentes perfiles. El foco de su operación ha estado generalmente orientado hacia el patrullaje con unidades de armamento ligero y patrullaje fluvial, en particular teniendo en cuenta la situación del conflicto interno colombiano; por ello, la mayoría de sus unidades han sido usualmente patrulleros de mediano tamaño. Históricamente, la ARC ha tenido lazos fuertes con las fuerzas navales de Estados Unidos, Alemania y España, y como tal, la mayoría de sus equipos traza sus raíces a estas fuerzas.

De manera similar a otras fuerzas navales en la región, la Armada Colombiana adquirió una cantidad significativa de equipos  en los años de posguerra (1950s y 1960s), y luego tuvo un período de 'adormecimiento' entre los 60s y los 80s, durante el cual no hubo grandes adquisiciones.
En años más recientes, la Armada Colombiana ha visto dos grandes períodos de renovación de sus equipos:
- El primero de ellos, como resultado del incremento en el tráfico de drogas hacia finales de los 70s e inicios de los 80s, así como el agravamiento de las tensiones políticas en el Mar Caribe en esa época en razón de las disputas territoriales mantenidas con sus vecinos: con Nicaragua, por el Archipiélago de San Andrés, y con Venezuela, por la definición de áreas marinas y submarinas en el golfo de Golfo de Venezuela, Este período ilustró la necesidad de una flota de patrullaje más fuerte en el Caribe, y resultó en la adquisición de sus unidades más potentes a la fecha, las cuales son 4 corbetas misileras clase Almirante Padilla adquiridas en 1983 (posteriormente actualizadas a nivel de Fragatas ligeras), así como unidades de patrullaje medio, esencialmente para control fluvial.

- El segundo período, hacia finales de los 90s y en particular durante la década del 2000 al 2010, se dio como resultado del agravamiento del conflicto armado interno y generó el reforzamiento de sus capacidades fluviales principalmente, incluyendo la investigación y desarrollo propios de nuevas unidades de patrulla fluvial en colaboración con la empresa de astilleros estatal Cotecmar, tales como las nuevas "Patrulleras de Apoyo Fluvial" (PAF), también conocidas como "Nodrizas fluviales", por ejemplo la ARC Juan Ricardo Oyola Vera, que han atraído la atención de otras fuerzas navales internacionalmente, por su diseño moderno y probado en combate.

En la actualidad, la ARC está trabajando en varios programas a mediano (2015) y largo plazo (2020), que incluyen, entre otros, la adquisición de un número de patrulleras de costa (CPV) tipo Fassmer OPV-40, de al menos tres patrulleros oceánicos (OPV, también conocidos como PZEE, Patrullero de zona económica) de tipo Fassmer-80, ARC 20 De Julio (PZE-46), ARC 7 de Agosto (PZE-47), ARC VICTORIA y el desarrollo de una Plataforma estratégica de Superficie, posiblemente clase fragata, para 2030.

### Aviación Naval

Escarapela de la Aviación naval colombiana.

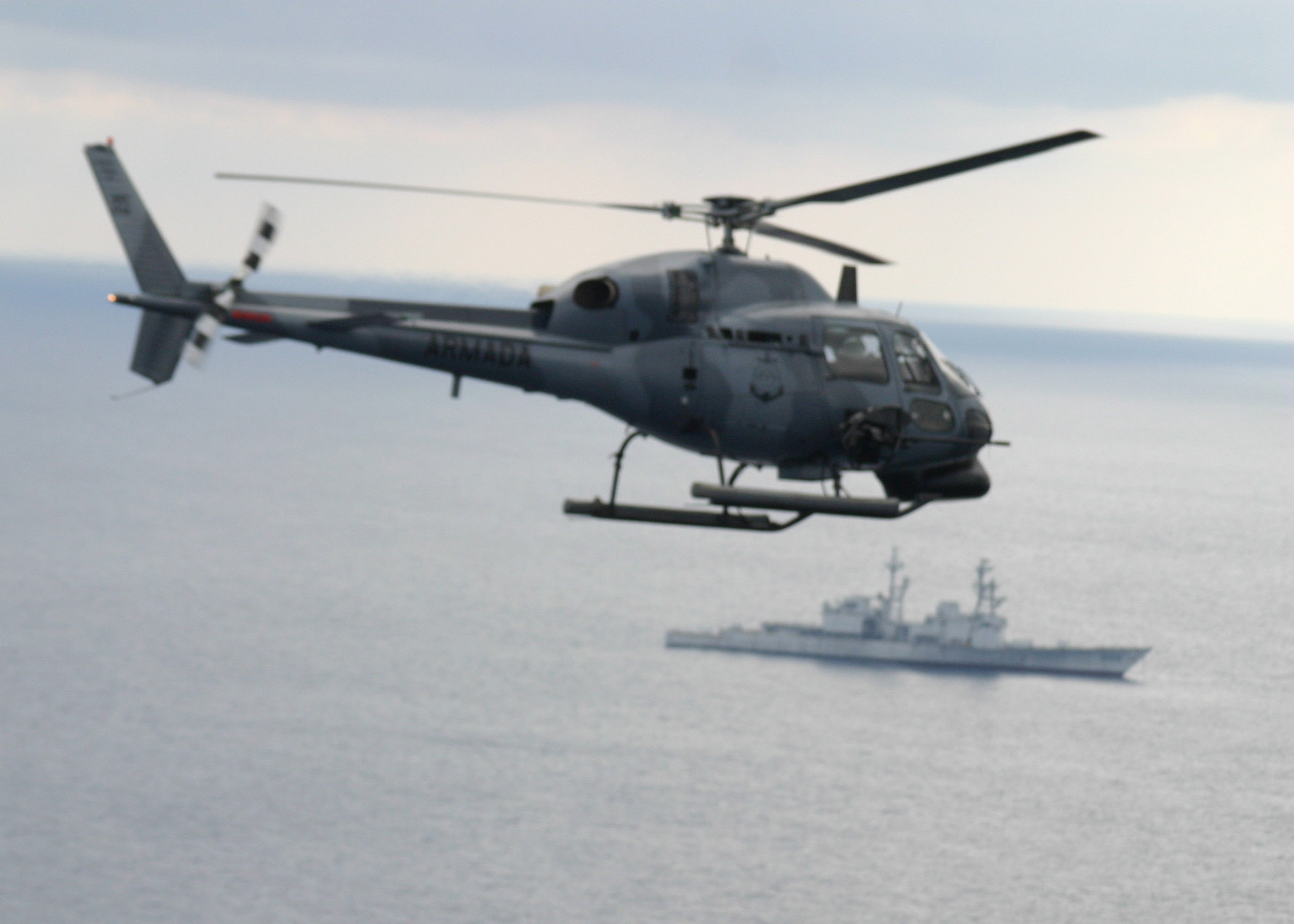
AS-555 Fennec de la fragata en posición para dispararle al destructor dado de baja por la Armada de los Estados Unidos durante los ejercicios UNITAS Gold el 29 de abril de 2009.

El Comando de Aviación Naval opera aproximadamente 30 aeronaves de ala fija y rotatoria para patrullaje naval, Búsqueda y rescate (SAR) y soporte logístico de las unidades y operaciones navales y fluviales.
| Aeronaves de la Armada Colombiana | Aeronaves de la Armada Colombiana | Aeronaves de la Armada Colombiana | Aeronaves de la Armada Colombiana | Aeronaves de la Armada Colombiana | Aeronaves de la Armada Colombiana |
| Aeronave                          | Origen                            | Tipo                              | Versiones                         | En servicio                       | Notas                             |
| Ala Fija                          | Ala Fija                          | Ala Fija                          | Ala Fija                          | Ala Fija                          | Ala Fija                          |
| --------------------------------- | --------------------------------- | --------------------------------- | --------------------------------- | --------------------------------- | --------------------------------- |
| CASA CN-235                       | España                            | Transporte / patrullaje naval     | -200/-300                         | 3 (3/1)                           |                                   |
| Cessna 206 Stationair             | Estados Unidos                    | Utilitario                        |                                   | 3                                 |                                   |
| Cessna 208                        | Estados Unidos                    | Utilitario                        |                                   | 3                                 |                                   |
| Beechcraft Super King Air         | Estados Unidos                    | Utilitario                        |                                   | 4                                 |                                   |
| ATR 42                            | Francia                           | Transporte                        | -400                              | 1                                 |                                   |
| Ala rotatoria                     |                                   |                                   |                                   |                                   |                                   |
| Bell 212 Twin Huey                | Estados Unidos                    | Transporte                        |                                   | 1                                 |                                   |
| Bell 412                          | Estados Unidos                    | Transporte                        |                                   | 7                                 |                                   |
| Bell UH-1N                        | Estados Unidos                    | Transporte                        |                                   | 6                                 |                                   |
| MBB/Kawasaki BK 117               | Alemania · Japón                  | Utilitario                        | BK 117                            | 1                                 |                                   |
| MBB Bo 105                        | Alemania                          | Utilitario                        | BO 105                            | 2                                 |                                   |
| Eurocopter AS 555 Fennec          | Francia                           | Antisuperficie con torpedo        | AS 555                            | 2                                 |                                   |
| Eurocopter AS365 Dauphin          | Francia                           | SAR                               | AS365                             | 2                                 |                                   |

### Vehículos
- International CXT
- APC BTR-80 Caribe
- GMC Kodiak semi-blindado
- Camión M-35